# Alouette 1
Alouette 1 è stato il primo satellite del Canada, e il primo satellite costruito da un paese che non fosse una superpotenza mondiale (allora Stati Uniti d'America e U.R.S.S.). Di tanto in tanto, Alouette 1 è erroneamente travisato come il terzo satellite a essere stato messo in orbita con successo, piuttosto che il primo satellite costruito da una terza nazione ad essere mandato nello spazio (il satellite britannico Ariel 1, che ha preceduto Alouette 1, era stato infatti costruito negli USA). Va inoltre ricordato che numerose sono le missioni conclusesi con successo da parte degli statunitensi e dei sovietici che hanno preceduto questo satellite canadese. Il nome "Alouette" deriva dal nome francese dell'allodola e dal titolo omonimo di una popolare canzone franco-canadese.

## Missione
Alouette 1 è stato lanciato dalla NASA a Vandenberg Air Force Base, California, alle 06:05 UTC del 29 settembre 1962, in orbita intorno alla Terra. Alouette 1 è stato utilizzato per studiare la ionosfera, un'area dell'atmosfera superiore dove molti futuri satelliti sarebbero stati posti in orbita. La missione dell'Alouette 1 durò per 10 anni, prima che l'unità venisse deliberatamente spenta. Alouette 1 rimase in orbita, e alcuni suggeriscono che c'è una piccola possibilità che potrebbe riaccendersi se sono stati trasmessi i segnali giusti. Nel 1966, è stato stimato che Alouette 1 rimarrà in orbita per 1000 anni.